# Tempo ordinario
Tempo ordinario (ital. „gewöhnlicher Takt, gewöhnliches Tempo“), auch Tempo minore, (Tempo) alla semibreve bezeichnet den 4⁄4-Takt und das dafür übliche Normaltempo, also das Tempo, das beim Fehlen einer bestimmten Tempovorschrift als üblich gilt. Im Barock war dies ein ruhiges bis langsames Tempo.
Ein Musiklexikon von 1865 definiert das Tempo ordinario als: „… der ordentliche viertheilige Takt  mit der Semibrevis als Takteinheit, also vier Viertel enthaltend, welche nach ihrem wirklichen Werthe oder Integer valor gemessen (nicht diminuirt) werden, demnach die Bewegung des Taktes ruhig und mässig ist. Das Tempo maggiore oder alla Breve ist der viertheilige diminuirte Takt , die Brevis ist Takteinheit; er enthält also zwei Ganze oder vier Halbe Noten, aber die Bewegung ist doppelt so schnell (Diminutio simplex); alle Noten erhalten nur die Hälfte ihres eigentlichen Valor, demnach seine Bewegung die nämliche ist wie im Tempo ordinario, ungeachtet seine Noten doppelt so gross sind.“
Walther  schreibt zur  Bedeutung  des -Zeichens, das eigentlich ein Halbkreis ist: „… bedeutet einen entweder aus vier geschwinden oder langsamen Theilen bestehenden Tact, nachdem nemlich allegro oder adagio dabey stehet; ist aber nichts dabey notirt, so wird allezeit adagio drunter verstanden, und eine langsame Mensur gegeben, welche die Welschen tempo ordinario und tempo alla Semibreve nennen.“